# Frustra habet qui non utitur
Frustra habet qui non utitur è un proverbio latino, tratto dagli Adagia di Erasmo da Rotterdam, traducibile come: "invano possiede colui che non utilizza" o, esplicitando meglio l'intento moraleggiante, "inutilmente possiede colui che non impiega i propri averi".
La frase esprime il concetto secondo il quale è inutile possedere ma non adoperare, perché equivale a non possedere affatto.